# São Gonçalo do Amarante (Rio Grande do Norte)
São Gonçalo do Amarante is een gemeente in de Braziliaanse deelstaat Rio Grande do Norte. De gemeente telt 101.492 inwoners (schatting 2017).

## Aangrenzende gemeenten
De gemeente grenst aan Ceará-Mirim, Extremoz, Ielmo Marinho, Macaíba en Natal.

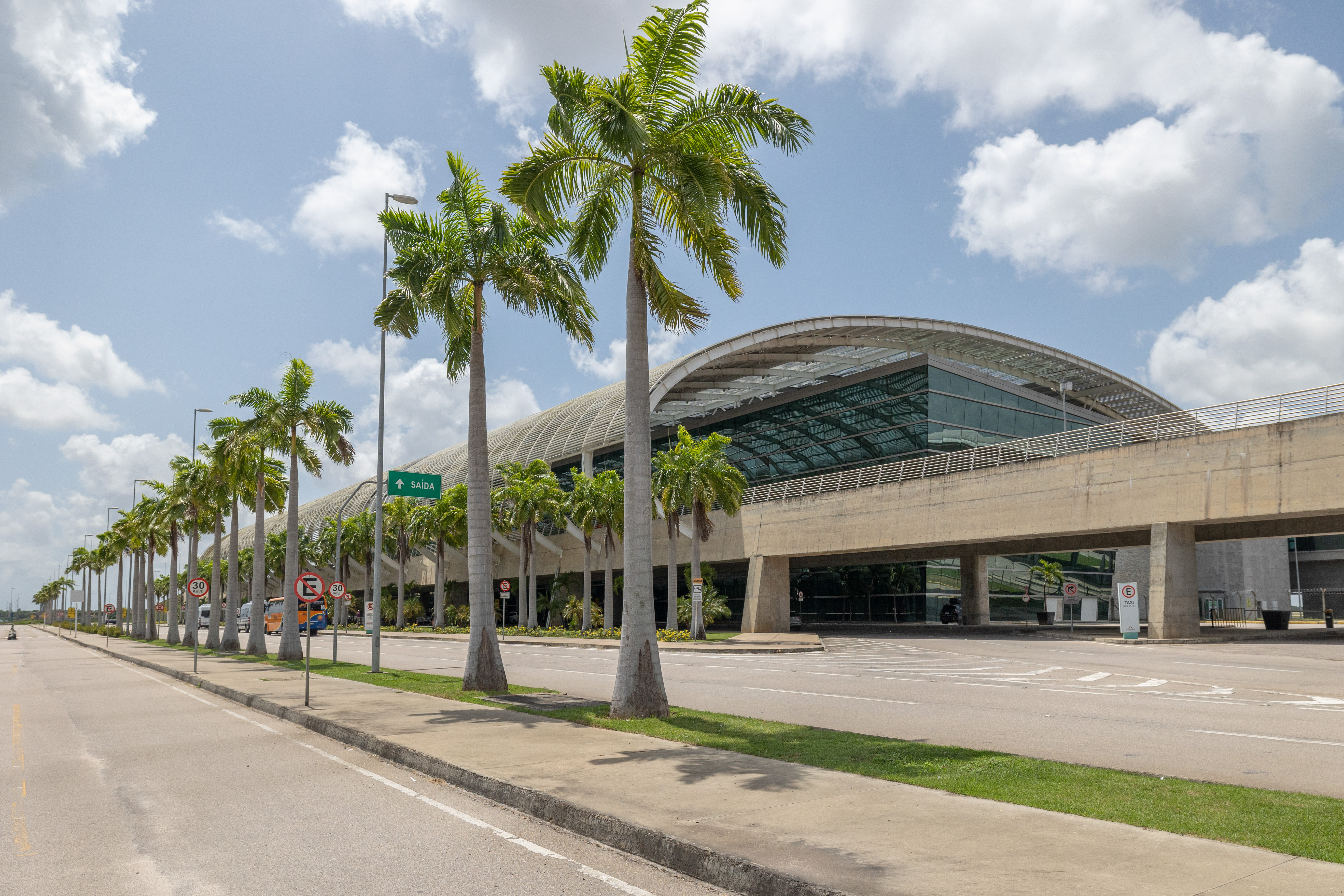
Het vliegveld van São Gonçalo do Amarante